# 兴国寺 (章丘)
兴国寺 (章丘)，位于山东省济南市章丘市埠村镇蟠家村，是中华人民共和国山东省文物保护单位之一。
2006年12月7日，授予山东省文物保护单位，是一座古建筑。